# Diamètre de Sauter
Le diamètre de Sauter a été développé par le scientifique allemand J. Sauter dans les années 1920.
Il est utilisé pour caractériser des particules au même titre que le d10, d50 et le d90.
Il est défini comme le diamètre d'une sphère ayant le même ratio volume/surface que la particule qu'elle doit représenter.

## Définition mathématique
L'équivalence des ratios volume/surface :
{\displaystyle {\frac {V_{s}}{A_{s}}}={\frac {V_{p}}{A_{p}}}}
Détail pour la sphère :
{\displaystyle {\frac {\frac {\pi d_{s}^{3}}{6}}{\pi d_{s}^{2}}}={\frac {V_{p}}{A_{p}}}}
Simplification :
{\displaystyle {\frac {d_{s}}{6}}={\frac {V_{p}}{A_{p}}}}
Résultat :
{\displaystyle d_{32}=d_{s}=6{\frac {V_{p}}{A_{p}}}=A_{V,p}}

## Unités
| {\displaystyle V_{s}}   | [m3]     | Volume des sphères équivalentes   |
| {\displaystyle V_{p}}   | [m3]     | Volume des particules             |
| {\displaystyle A_{s}}   | [m2]     | Aire des sphères équivalentes     |
| {\displaystyle A_{p}}   | [m2]     | Aire des particules               |
| {\displaystyle d_{s}}   | [m]      | Diamètre des sphères équivalentes |
| {\displaystyle d_{3,2}} | [m]      | Diamètre de Sauter                |
| {\displaystyle A_{V,p}} | [m3/ m2] | Aire volumique des particules     |